# 王筠 (南朝)
王筠（481年—549年），字元魁，琅邪郡临沂县（今山东省临沂市）人，王僧虔之孙，王楫之子，王冑的祖父。
“幼警寤，七歲能屬文”，年十六曾写作《芍药赋》，不以门第自高，“起家中军临川王行参军，迁太子舍人，除尚书殿中郎。”。官秘书监、度支尚书、太子詹事。是昭明太子萧统的文学侍从，太子熱愛文學，常與筠及劉孝綽、陸倕、到洽、殷芸等遊宴玄圃。文章深受沈约赏识，“每见筠文，咨嗟吟咏，以为不逮也。”。著有《尚书集》、《洗马集》、《中书集》、《吏部集》、《中庶子集》、《左佐集》、《临海集》、《太府集》，著作多散佚。明人辑有《王詹事集》。

## 延伸阅读
[在维基数据编辑]
 《梁書·卷33》，出自姚思廉《梁書》